# Blepharicera caudata
Blepharicera caudata är en tvåvingeart som beskrevs av Gregory W.Courtney 2000. Blepharicera caudata ingår i släktet Blepharicera och familjen Blephariceridae.
Artens utbredningsområde är North Carolina. Inga underarter finns listade i Catalogue of Life.